# Camila Cabello
Karla Camila Cabello Estrabao (Cojímar, Havana, 3. ožujka 1997.) kubansko-američka je pjevačica, tekstospiskinja i glumica. Slavu je stekla u poznatom ženskom bendu Fifth Harmony koji je osnovan 2012. godine tijekom druge sezone popularnog američkog glazbenog showa "X Factor".
Camila Cabello svoju je solo karijeru započela snimivši nekoliko dueta, uključujući "I Know What You Did Last Summer" s kanadskim pop pjevačem Shawnom Mendesom te "Bad Things" s reperom Machine Gun Kellyjem. Obje pjesme ušle su unutar liste najpopularnijih singlova Billboard Hot 100. Nakon što je 2016. godine napustila popularni sastav Fifth Harmony izdala je solo pjesmu "Crying in the Club" i s istom ostvarila osrednji uspjeh. 2018. godine izdaje svoj debitantski studijski album pod nazivom Camila koji je zauzeo prvo mjesto na listi Billboard 200. Na albumu se nalazi i singl "Havana" koji je postigao značajan uspjeh diljem svijeta zauzevši više prvih mjesta na različitim glazbenim listama diljem SAD-a i Velike Britanije.

## Rani život
Rođena je na Kubi u malom ribarskom selu Cojímar istočno od glavnog grada Havane. Majka joj je Kubanka, a otac Meksikanac. Gotovo cijelo rano djetinjstvo provela je u selidbama između Havane i meksičkog glavnog grada Ciudad de México. Kada je navršila pet godina s majkom je preselila u Miami na Floridi, dok je otac došao nekoliko godina poslije zbog problema s vizom te je naposljetku granicu prešao preplivavši rijeku. Pohađala je tamošnju srednju školu Miami Palmetto High School koju je napustila u školskoj godini 2012./13. kako bi se fokusirala na pjevačku karijeru. Naknadno je uspješno završila školu.

## Glazbena karijera

### 2012 - 2016: The X Factori Fifth Harmony
Camila Cabello prijavila se na audiciju za The X Factor u Greensborou, North Carolina te izvorno dospjela na listu čekanja za nastup pred žirijem. Nakon što je dva dana zaredom njena audicija bila odbijena zbog nedostatka vremena i daleke poziciji na listi, treći dan napokon je nastupila s pjesmom "Respect" Arethe Franklin te osigurala prolaz u daljnje natjecanje. Njena audicija nije emitirana u serijalu The X Factor zbog problema s autorskim pravima na pjesmu. Nakon eliminacije u "bootcamp" fazi natjecanja, žiri je pozvao Cabello uz još četiri eliminirane kandidatkinje: Ally Brooke, Normani Kordei, Lauren Jauregui i Dinah Jane Hansen te oformio žensku vokalnu grupu kasnije nazvanu Fifth Harmony.
Nakon što su na showu The X Factor osvojile treće mjesto, potpisale su ugovor sa Syco Musicom i Epic Recordsom.
Grupa je izdala EP Better Together (2013) te dva studijska albuma Reflection (2015) u 7/27 (2016). Sa zadnja dva albuma singlovi "Worth It" i "Work From Home" na raznim internacionalnim ljestivcama dospjeli su u top 10. Od 2013. do 2016. Cabello je bila na deset turneja s grupom Fifth Harmony.
Dne 18. prosinca 2016. na svojim službenim Twitter i Instagram profilima grupa je objavila odlazak Camile Cabello iz grupe, na što se naknadno osvrnula i sama Cabello putem svojih društvenih kanala. Kao razlog odlaska navela je potrebu da se istraži u umjetničkom smislu i počne pisati tekstove i stvarati glazbu s kojima se više može povezati.

### 2016 - danas:Solo istupi iz grupe iCamila
U studenom 2015., Cabello je ostvarila suradnju s kanadskim pjevačem Shawnom Mendesom na duetu kojeg su zajedno napisali "I Know What You Did Last Summer". Do prvih stihova zajedničkog hita je došlo nakon slučajnog susreta u backstageu na jednom od koncerata Taylor Swift gdje je Mendes bio predizvođač, a Cabello gost s ostalim djevojkama iz Fifth Harmony. Pjesma je ušla u top 20 na američkim ljestvicama te top 18 na kanadskim te je dobila platinasti certifikat Recording Industry Association of America (RIAA). Uspjeh prvog solo istupa iz grupe bio je poticaj Camili da ozbiljnije počne sama pisati tekstove, no grupa niti jedan od njenih ponuđenih tekstova nije uključila u buduće albume.
Dne 14. listopada 2016. američki reper Machine Gun Kelly izdao je sing "Bad Things" u suradnji s Cabello. Pjesma je dosegla četvrtu poziciju na US Billboard Hot 100.
Time.com stavio ju je na listu "25 najutjecajnijih tinejdžera 2016.".
Dne 25. siječnja 2017. suradnja "Love Incredible" s norveškim DJ-jem Cashmere Catom procurila je u javnost. Službena verzija izašla je 16. veljače i kasnije se našla na Cashmereovom debitantnom albumu "9".
Cabello je zatim snimila "Hey Ma" s Pitbullom i J Balvinom za The Fate of the Furious: The Album. Španjolska verzija singla i video spot izašli su 10.  ožujka 2017., a engleska verzija 6. travnja.
Ostvarila je suradnju i s Major Lazorom, Travisom Scottom i Quavom na singlu "Know No Better".
U svibnju 2017. najavila je svoj prvi studijski solo album The Hurting. The Healing. The Loving. koji je opisala kao "priču svog puta iz tame u svjetlo, od vremena kada je bila izgubljena do vremena kada se ponovno pronašla". Izlazak prvog solo singla "Crying in the Club" objavljenog 19. svibnja 2017. popratio je i prvi televizijski solo nastup na Billboard Music Awards. Singl je dosegao 47. poziciju na američkoj glazbenoj ljestvici. U isto vrijeme objavila je kantautorsku pjesmu "I Have Questions" koja je dijelila video broj s "Crying in the Club".
Cabello se zatim pridružila Bruni Marsu na nekoliko datuma turneje 24K Magic World Tour kao predizvođač. Postala je zaštitno lice Guessa za njihovu jesensku kampanju 2017.
S obzirom na skeptičnost u izdavačkoj kući, buduća uspješnica "Havana" nije bila izdana kao singl, nego objavljena kao promocijski dodatak uz pjesmu "OMG". S obzirom na veliku slušanost unatoč tome što nije bila predviđena kao singl, diskografska kuća odlučuje se za daljnju promociju te "Havana" postaje vodeći singl s nadolazećeg albuma zamijenivši time "Crying in the Club". "Havana" je osvojila ljestvice diljem svijeta, zauzevši broj jedan u čak 25 zemalja. Provela je sedam tjedana kao broj jedan na US Mainstream Top 40 radijskoj ljestvici te postala najslušanija pjesma u povijesti na servisu Spotify ženskog solo izvođača s preko 888 milijuna streamova.
Na jesen 2017. Cabello objavljuje da je datum izlaska debitantskog albuma 12. siječnja 2018. te mijenja njegov naziv u Camila. Promjenu naziva objašnjava time što je "prešla preko loših stvari i putem zacijelila, te tome nije htjela pridavati važnost više nego se fokusirati na novu sebe". Time je promijenila i nekoliko pjesama najavljenih za novi albuma te s njega u potpunosti maknula "Crying in the Club", dok je "I Have Questions" bila objavljena samo na Deluxe izdanju albuma. Kasnije objašnjava da je jedina pjesma iz The Hurting. i The Healing. dijela albuma koja će biti objavljena na Camili nazvana "Somethings gotta give" te se lako može naslutiti da pjesma govori o bivšog grupi Fifth Harmony.
Album je izašao na najavljen datum, 12. siječnja 2018. te odmah po izlasku osvojio ljestvice prodaje u preko 100 zemalja svijeta, uključujući Ameriku gdje je prodala 199 000 albumsko-ekvivaletnih jedinica. Album je dobio platinast certifikat Recording Industry Association of America (RIAA). U tjednu izlaska albuma zauzela je broj jedan na dvije Billboardove ljestvice: Hot 100 i Top 200.
"Never Be the Same" bio je sljedeći službeni singl s debitantskog albuma dospjevši na deseto mjesto Billboardove Hot 100 ljestvice.
"Havana" i "Never Be the Same" učinile su Cabello prvim izvođačem u povijesti koji je s prva dva singla debitantskog albuma zauzeo prvo mjesto na Mainstream Top 40 i Adult Top 40 radijskih ljestvica.
U veljači 2018. Cabello najavljuje svoju prvu samostalnu turneju nazvanu Never Be the Same Tour s 37 datuma diljem Sjeverne i Južne Amerike te Europe. U svibnju 2018. počinje i turneju kao predizvođač i gost na turneji Taylor Swift, Reputation Stadium Tour.
U suradnji s predizvođačem s Never Be the Same turneje, Bazzijem, izdaje duet "Beautiful" s kojim također dospijeva na Billboardovu Hot 100 ljestvicu.
Kao zadnji singl s aktualnog albuma Camila, 8. listopada izdaje pjesmu "Consequences" u verziji s orkestrom te 10. listopada video broj za istu pjesmu.

## Filantropija
Dne 28. veljače 2016. godine Cabello je objavila kako je postala partnerica nevladine udruge "Save the Children" (hrv. "Spasimo djecu") te je sudjelovala u tiskanju majice na kojoj je pisalo "Love Only" (hrv. "Samo ljubav") kako bi se podigla razina svijesti o važnosti jednake dostupnosti obrazovanja, zdravstvenog osiguranja i prilika za žensku djecu. U lipnju 2016. godine pomogla je skupa s producentom Bennijem Blancom i pripadnicima neprofitne umjetničke udruge snimiti singl Power in Me.
Također je partnerica fonda "Children's Health Fund" koji pomaže prikupiti sredstva kako bi se osiguralo adekvatno zdravstveno osiguranje za obitelji s niskim mjesečnim budžetom.
Godine 2017. pridružila se mnogim poznatim osobama u snimanju pjesme Almost Like Praying za sve stradale u razornom uraganu Maria.

## Osobni život
Cabello ima mlađu sestru Sofiu.
Cabello je bila u vezi s piscem Matthewom Husseyjem, kojeg je upoznala na setu televizijske emisije Today. U vezi su bili od veljače 2018. do lipnja 2019. Od srpnja 2019. do studenog 2021. bila je u vezi s kanadskim pjevačem Shawnom Mendesom. Veza je dovela do polemika zbog optužbi da je u pitanju marketinški trik, premda je Mendes izjavio da "zasigurno nije marketinški trik". Cabello je otkrila da pati od anksioznosti i opsesivno-kompulzivnog poremećaja. Cabello trenutačno živi u mediteranskoj vili u četvrti Hollywood Hills u Los Angelesu.
U prosincu 2019. objave na Tumblru koje je blogala između 2012. i 2013. pojavile su se na Twitteru – sadržavale su uvrede na rasnoj osnovi, prostačke riječi (poput riječi nigger) i izrugivanje nasilju Chrisa Browna nad Rihannom iz 2009. Cabellin račun na Tumblru ubrzo je deaktiviran nakon što su te objave otkrivene i javno se ispričala, izjavivši da je u djetinjstvu bila "neobrazovana i neupućena" i da ju je iznimno stid zbog toga što se služila "užasnim i štetnim" riječima. Dodala je da je "te pogreške ne predstavljaju" i da "oduvijek zagovara samo ljubav i inkluzivnost".

## Vanjske poveznice
- Službena web stranica
- Službeni Instagram profil
- Službeni Twitter profil
- Službeni YouTube kanal
- Službeni Facebook profil
- Havana